# ウィリアム・ギブソン (映画プロデューサー)

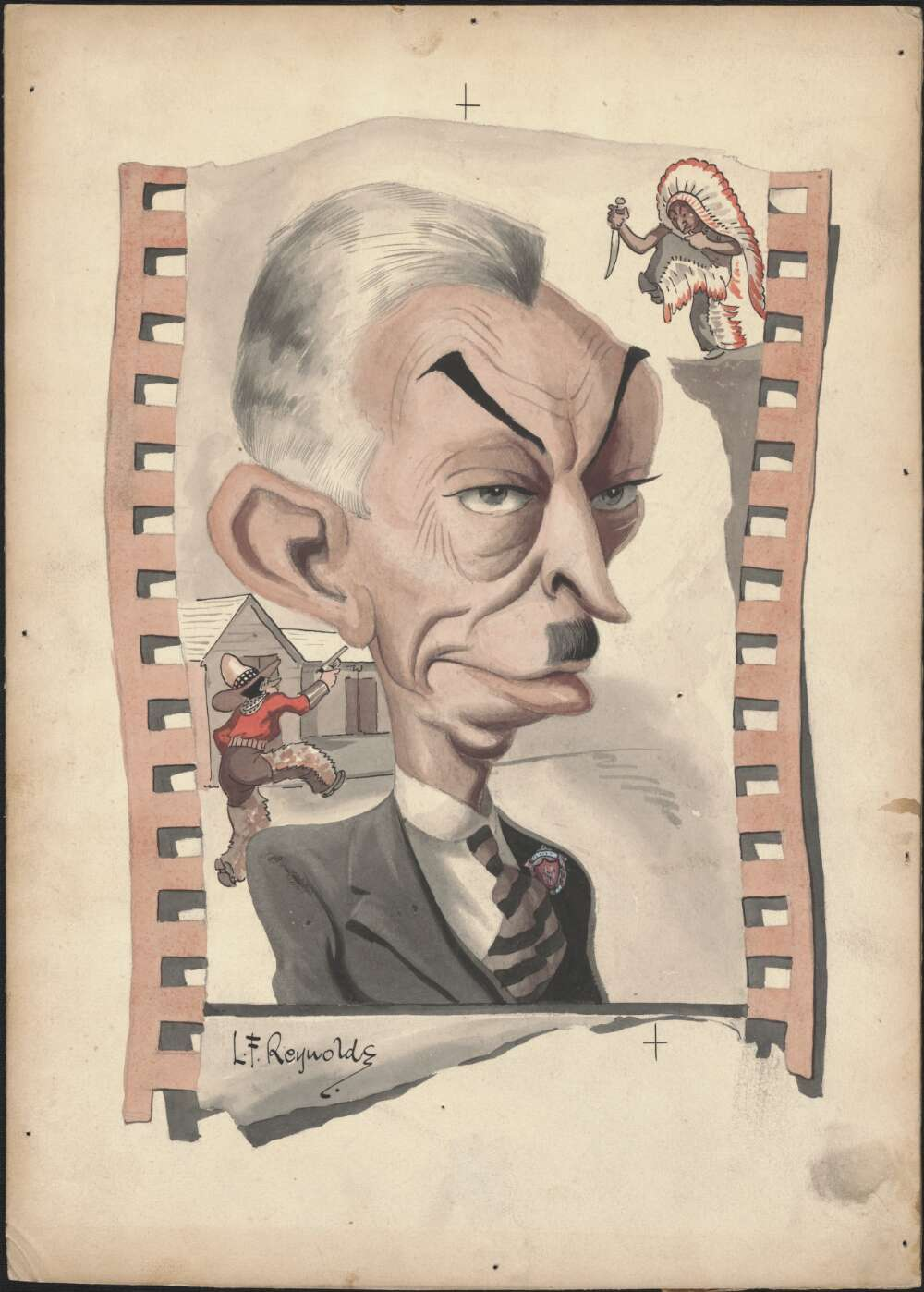
オーストラリアの映画プロデューサー、実業家、ウィリアム・アルフレッド・ギブソンの似顔絵。

ウィリアム・アルフレッド・ギブソン（William Alfred Gibson、1869年 - 1929年10月6日）は、 オーストラリアの映画プロデューサー、映画館経営者で、ミラード・ジョンソンとの共同事業によって最もよく知られた。1906年の映画『The Story of the Kelly Gang』のプロデューサーのひとりであり、アマルガメイテッド・ピクチャーズの設立に参画した。
もともとギブソンは、ウィリアム・ジョンソン (William Johnson) の下で、化学者として働き、初期の映画興行者たちに化学薬品類を供給していた。やがて、ジョンソンの息子ミラードと共に、自ら映画館経営に乗り出し、さらにフィルムの現像処理や、撮影も手がけるようになっていった。
ギブソンはジョンソンと協力して、『The Story of the Kelly Gang』の制作を支援したが、この作品は、一説には世界最初のフィーチャー映画（長編映画）とされている。この作品は、テイト兄弟が制作したが、彼らはその後、ギブソンやジョンソンとともにアマルガメイテッド・ピクチャーズを設立することとなった。
アマルガメイテッド・ピクチャーズは、後に他の会社との合併を重ね、オーストラリアン・フィルムズとユニオン・シアターズ (Union Theatres) となり、両者が結びついた、通称「コンバイン」は、1920年代のオーストラリアにおける映画配給と上映を実質的に支配した。ギブソンは、その経営責任者であった。

## 栄誉
ギブソンは、1920年10月19日に、大英帝国勲章 (OBE) を受章した。